# Mansoa alliacea
Ajo sacha (Mansoa alliacea) es una especie de planta trepadora perteneciente a la familia la familia Bignoniaceae. Se encuentra en los trópicos y en la pluviselva del Amazonas, las hojas son utilizadas aún como un condimento o una especia por su olor y sabor a ajo.

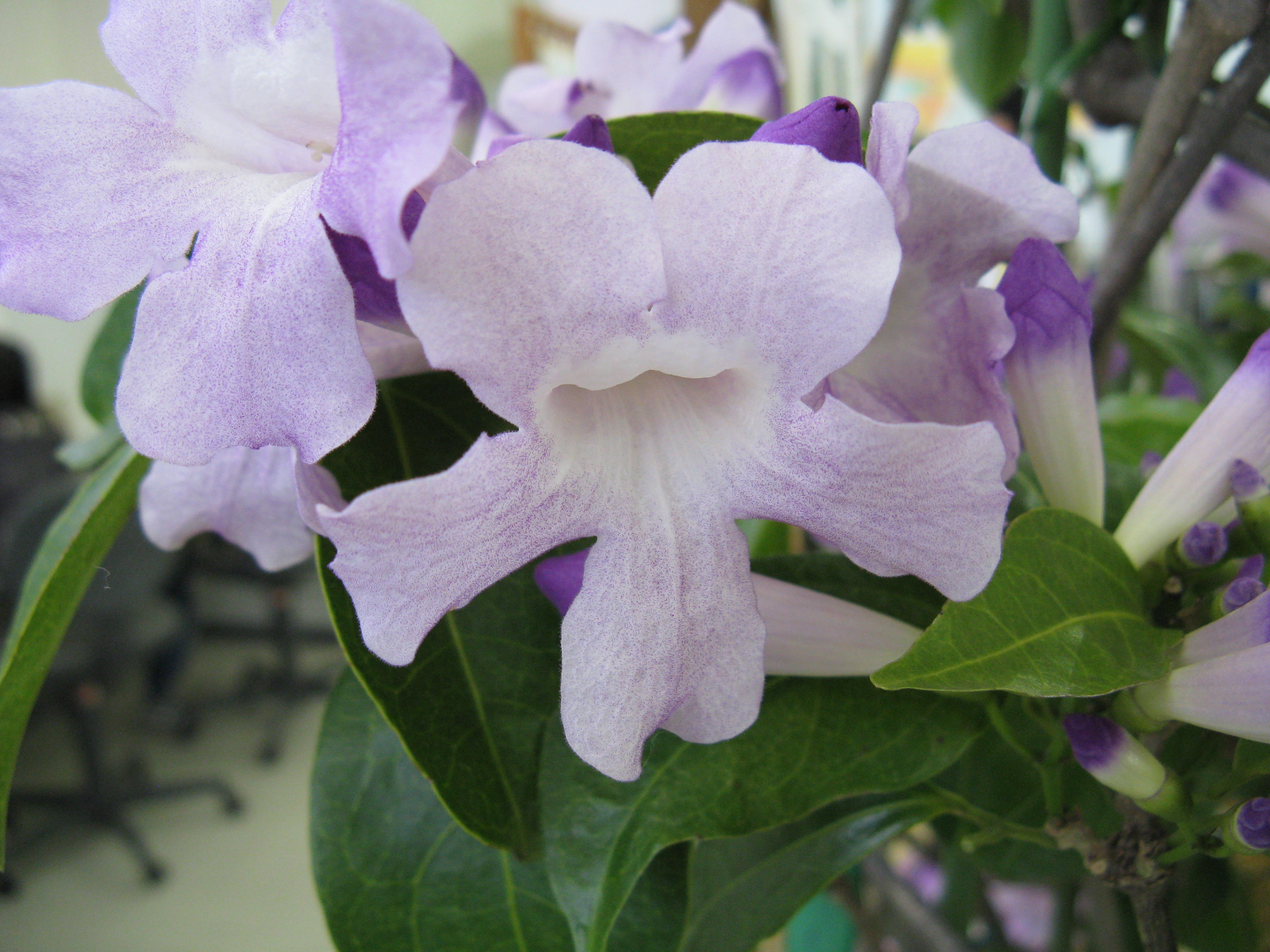
Detalle de las flores

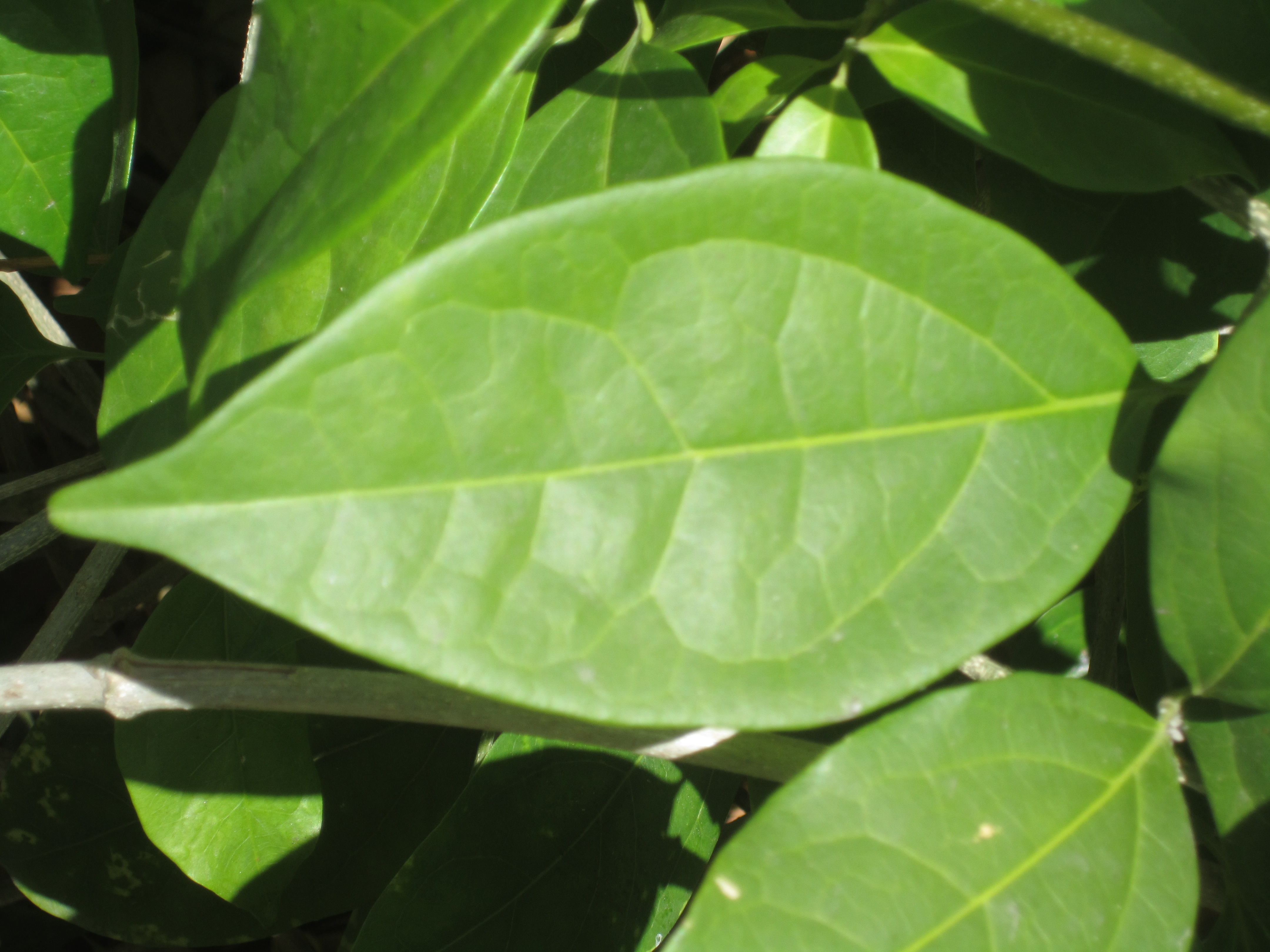
Hojas

## Descripción
Es una planta trepadora tropical de hoja perenne de que es originaria de la pluviselva del Amazonas. Puede ser descrita como un arbusto o una liana dado que produce numerosas cepas leñosas desde la raíz y alcanza una altura de sólo 2 a 3 m. 

## Distribución
Se encuentra en Sudamérica tropical, donde puede ser encontrado creciendo silvestre en las pluviselvas tropicales de Brasil, Ecuador, Perú, Colombia, Venezuela, las Guayanas, y también en Costa Rica y Panamá. 

## Taxonomía
Mansoa alliacea fue descrita por (Lam.) A.H.Gentry y publicado en Annals of the Missouri Botanical Garden 66: 782. 1979[1980].
Sinonimia
- Adenocalymma alliaceum (Lam.) Miers
- Adenocalymma obovatum Urb.
- Adenocalymma pachypus (K.Schum.) Bureau & K.Schum.
- Adenocalymma sagotii Bureau & K.Schum.
- Anemopaegma pachypus K.Schum.
- Bignonia alliacea Lam.	basónimo
- Bignonia citrifolia Vitman
- Pachyptera alliacea (Lam.) A.H.Gentry
- Pseudocalymma alliaceum (Lam.) Sandwith
- Pseudocalymma alliaceum var. macrocalyx Sandwith
- Pseudocalymma sagotii (Bureau & K.Schum.) Sandwith
- Pseudocalymma sagotii var. macrocalyx (Sandwith) L.O.Williams[2][3]

## Importancia económica y cultural

### Uso en la medicina tradicional
Es un remedio muy común y bien respetado de planta en el Amazonas para el dolor y la inflamación de artritis y reumatismo, así como los resfríos, la gripe, y la fiebre. También para la diarrea y úlceras cutáneas. Se utiliza la corteza en los preparados de ayahuasca.
Algunos productos de la cápsula y de las hojas son vendidos en tiendas en Brasil y Perú, y pueden ser encontrado como un ingrediente en otras varias fórmulas de multi-hierbas para el frío y la gripe, el dolor.[cita requerida]

## Nombres comunes
- Ajo sacha,[7] ajo falso,[8] flor de ajo,[9]

Su nombre es un híbrido castellano-quechua, donde sach´a significa "árbol” o "arbusto" y se refiere al olor fuerte a ajo y el sabor de las hojas cuando son aplastadas. 